# Garcinia idenburgensis
Garcinia idenburgensis är en tvåhjärtbladig växtart som beskrevs av Albert Charles Smith. Garcinia idenburgensis ingår i släktet Garcinia och familjen Clusiaceae. Inga underarter finns listade i Catalogue of Life.